# Ectoedemia hexapetalae
Ectoedemia hexapetalae is een vlinder uit de familie dwergmineermotten (Nepticulidae). De wetenschappelijke naam is voor het eerst geldig gepubliceerd in 1957 door Szocs.
De soort komt voor in Europa.